# Franzosenbrücke (Salzgitter)
Die Franzosenbrücke im Süden der Stadt Salzgitter ist die größere der beiden steinernen Bogenbrücken, die unweit des Stadtteils Hohenrode die Innerste und ihren Nebenarm überqueren. Beide Brücken wurden 1593 erstmals erbaut, sie verbanden im Verlauf der damaligen Frankfurter Heerstraße (Braunschweig–Seesen–Frankfurt) die Orte Gitter und Lutter am Barenberge. Bis 1965 verlief hier die Bundesstraße 248 von Braunschweig über Salzgitter-Gitter nach Seesen.

## Bau der Brücke
Die früheste Überlieferung zum Bau einer Brücke über die Innerste ist aus einer Urkunde von 1577 bekannt. Damals hatte Herzog Julius von Braunschweig-Wolfenbüttel (Regierungszeit von 1568 bis 1589) den Rittmeister Carsten von Wobersnow mit dem Gut Hohenrode belehnt. Wobersnow hatte sich im Gegenzug verpflichtet, auf eigene Kosten Brücken über die beiden Arme der Innerste zu bauen. Bis zu seinem Tode hatte er dieses Versprechen aber nicht eingelöst.
Zu dieser Zeit gab es lediglich Stege über die Innerste, über die man den Fluss nur bei Niedrigwasser gefahrlos überqueren konnte. Auslöser für den Brückenbau war wohl ein Ereignis aus dem Jahr 1592, als die Kutsche des Herzogs beim Queren der Hochwasser führenden Innerste umgeworfen wurde. Im folgenden Jahr 1593 wurde mit dem Bau von Brücken über die beiden Flussarme der Innerste begonnen. Bauherr war Herzog Heinrich Julius von Braunschweig-Wolfenbüttel (Regierungszeit von 1589 bis 1613), der Sohn des oben genannten Herzogs Julius. Als Baumeister hatte er den herzoglichen Baudirektor Paul Francke beauftragt, der unter anderem auch die Marienkirche in Wolfenbüttel, das Juleum in Helmstedt und das Schloss Salder erbaute.
Die Brücke über die Innerste sollte mit zwei gestreckten Gewölben gebaut werden, die über den parallel verlaufenden Nebenarm (Mühlengraben) mit einem Gewölbe. Vorgabe des Herzogs war es, die Brücken zur „Einsparung vielen Holzes“ aus Stein zu bauen, da zu der Zeit durch den großen Holzverbrauch der Saline Salzgitter Holzknappheit herrschte. Als es gegen Ende der Bauzeit aber zu zeitlichen Verzögerungen kam, wurde der Bauplan geändert und statt der steinernen Gewölbe wurden hölzerne Bohlen gelegt.
Über die erbrachten Dienstleistungen liegen Aufstellungen der Ämter Wohldenberg und Bilderlahe (bei Seesen) vor. Als Anlieger hatten Wirschius (Heinrich Wirsche), der Abt des Klosters Ringelheim, und Thedel von Wallmoden ihre Hilfe mit Arbeitskräften und Wagen zugesagt. 12 Klöster aus der weiteren Umgebung sowie 15 Städte, so z. B. Alfeld, Holzminden, Göttingen und Münden, waren am Brückenbau beteiligt. Die Brücke wurde zu Beginn des Winters 1593 fertiggestellt.

## Betrieb der ersten Brücke
Während des Dreißigjährigen Krieges wurde die Brücke 1625/26 von Tillys Söldnern schwer beschädigt, 1643 zerstörte dann ein Hochwasser beide Brücken. In einem späteren Bericht an Herzog August von etwa 1650 heißt es hierzu: Die Innerstebrücken sind niedergegangen (zerstört). Die Straße von Gitter nach Lutter ist nicht mehr zu durchreisen, weil Bäume und Büsche darauf gewachsen sind.
Erst 1707/08 wurden die Brücken nach dem alten Vorbild neu errichtet. Die Kosten der Brücke über die Innerste hatte als Anlieger das Adelsgeschlecht von Wallmoden zu tragen, die der Brücke über den Mühlengraben das Adelsgeschlecht von Kniestedt. Nach einem Hochwasser 1754 wurde die Brücke nur notdürftig repariert, ebenso nachdem die Hochwasser 1761 und 1764 schwere Schäden angerichtet hatten.
In der Franzosenzeit führte die von Kassel nach Braunschweig verlaufende Militärstraße der Franzosen hier über die Innerste. Bei einem Hochwasser vom 6. April 1808 stürzte die Brücke ein, als beide Pfeiler beschädigt und die Gewölbe durch die vom Hochwasser mitgeführten Baumstämme weggerissen wurden. Eine Reparatur war vordringlich, da sich die Militärkolonnen auf der Straße von Kassel nach Braunschweig stauten und überdies für den 17. Mai ein Besuch von König Jérôme in Braunschweig angesetzt war. Mit Hilfe französischer Pioniere gelang es örtlichen Handwerkern noch rechtzeitig, auf den Resten der Brückenpfeiler eine hölzerne Notbrücke zu errichten, so dass die Verbindung im Mai 1808 wieder freigegeben werden konnte.
Seit dieser Zeit wurde die Brücke Franzosenbrücke genannt. Zum einen, weil französische Truppen am Wiederaufbau beteiligt waren und zum anderen, weil vor der Brücke ein Wachhaus der Franzosen stand, das zum Schutz der Brücke errichtet worden war und an dem ein von den Passanten zu entrichtender Wegezoll erhoben wurde. Diese hölzerne Notbrücke wurde über die Franzosenzeit hinaus betrieben und noch im Jahr 1817 für 160 Taler renoviert, wie aus einer Bestandsaufnahme des Amtes Liebenburg vom 6. Oktober 1817 hervorgeht.

## Bau und Betrieb der zweiten Brücke

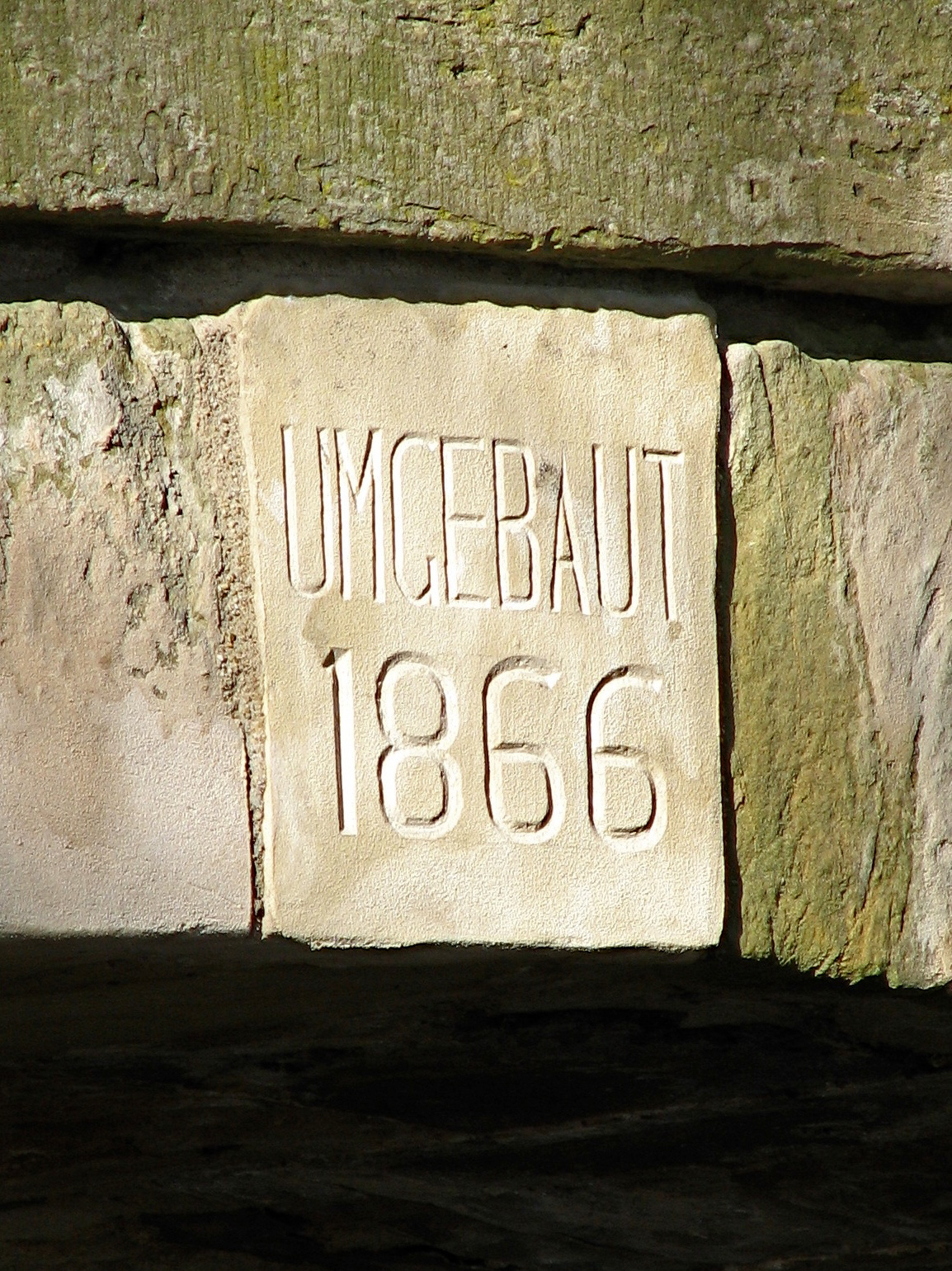
Schlussstein des mittleren Bogens mit Baujahr 1866

1818/19 wich der Notbau einer Steinbrücke, der Bau wurde unter Regie des Königreichs Hannover durchgeführt. Dabei wurde die Brücke um einen dritten Bogen erweitert. Jeder der drei großen Korbbögen hatte eine lichte Weite von 19½ Fuß und wies im Scheitel eine Höhe von 8 Fuß über der Sohle auf. Die Kosten wurden mit 3.678 Reichstalern veranschlagt. Kurz vor Ende des Jahres 1819 wurde die Brücke dem Verkehr übergeben.
Nach einem Wärmegewitter über dem Nordwestharz am 29. Juni 1861 stauten sich erneut die Wassermassen an der Franzosenbrücke, was zu Überschwemmungen im Umland führte und die Straße nach Lutter unpassierbar machte. Als Hauptursache wurden die zu engen Durchlassöffnungen der Brücke angesehen. Man entschloss sich daher, die vorhandene Steinbrücke vollständig abzubauen, das Flussbett um 5 Fuß zu vertiefen und die Brücke mit um 4 Fuß erhöhten Widerlagern neu aufzubauen. An diesen Umbau erinnert der Schlussstein des mittleren Brückenbogens, der die Jahreszahl 1866 trägt.
Umfangreiche Sanierungsarbeiten wurden 1987/88 durchgeführt. Zu den Hauptmaßnahmen zählten der Ausbau des Flussbettes zur Sicherung der Gründung und die Festigung der Gewässersohle, die Sicherung der Pfeiler unterhalb und oberhalb der Wasseroberfläche, die Ausbesserung des verwendeten Sandsteinmaterials und die Wiederherstellung der Fahrbahndecke. Die geschätzten Kosten beliefen sich auf 162.000 DM.
Bei den 2004 durchgeführten Sanierungsarbeiten wurden die Sandsteinoberflächen ausgebessert sowie schadhafte Brüstungsmauern und deren Abdeckungen erneuert.

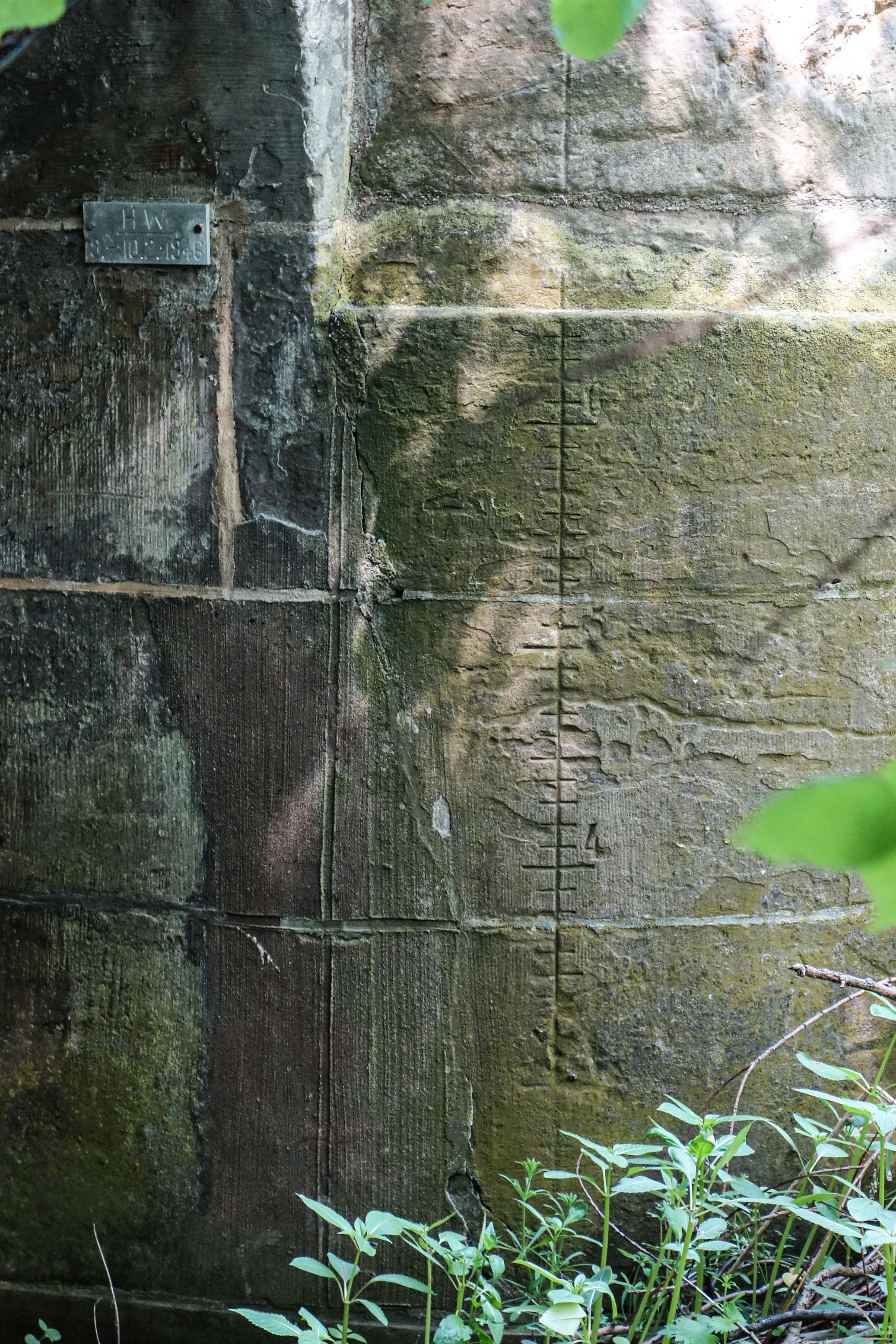
Pegelmarkierung am Südpfeiler

## Pegelmarkierungen
Am südlichen Brückenpfeiler ist eine Pegelmarkierung zu sehen, die in Fuß und Zoll  eingeteilt ist. Messungen zeigen, dass der Fuß hier eine Länge von 29,2 cm hat. Insbesondere die Unterteilung in je 10 Zoll anstelle der sonst üblichen 12 Zoll pro Fuß weist darauf hin, dass es sich hier wohl um ein altes bayrisches Fuß- und Zollmaß handelt. Die Übernahme der bayrischen Maße stammt aus der Zeit, als die Wittelsbacher nicht nur die regierenden Fürsten von Bayern, sondern auch Kurfürsten von Köln und damit Herrscher im Hochstift Hildesheim waren, zu dem die Region zu der Zeit gehörte.

## Brücke über den Mühlengraben

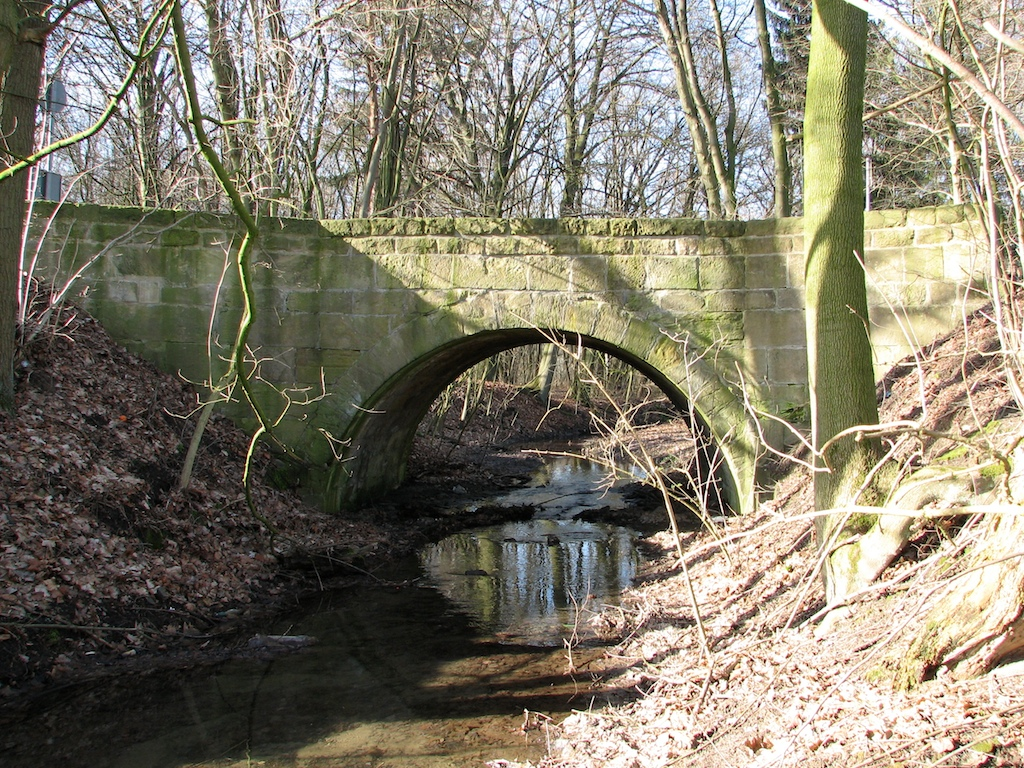
Brücke über den Mühlengraben

Neben der Innerste musste auch deren Nebenarm, der heutige Mühlengraben, mit einer Brücke überquert werden. Diese wurde ebenfalls 1593 in Betrieb genommen. Nach der ungewöhnlich starken Hochwasserflut vom 5. Februar 1775 stürzte diese Brücke ein und es wurde ein Neubau errichtet, der bis heute erhalten ist. Die neue Brücke wurde als Einbogenbrücke aus Sandstein errichtet. Sie hat eine lichte Weite von 5,20 m (Fahrbahn), eine Länge von 6 m und eine lichte Höhe von 2,50 m. Diese Brücke ist mit ihrem Alter von 245 Jahren (2020) die älteste Straßenbrücke Salzgitters.

## Heutige Nutzung (2020)

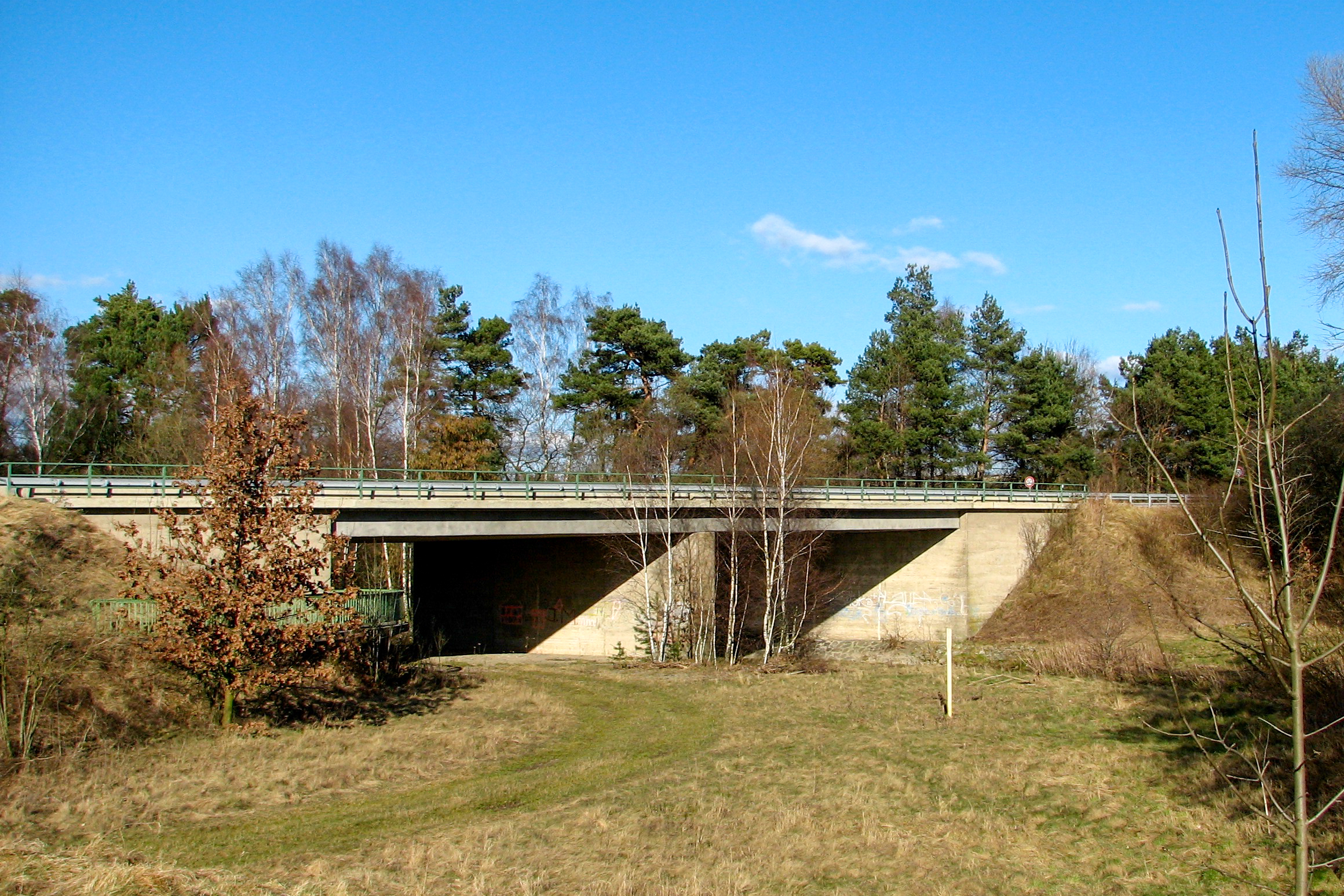
Brücke der B248 über die Innerste

Mit der Verlegung der Bundesstraßen 6 und 248 wurden 1964/65 vom Landkreis Wolfenbüttel etwa 300 m südlich von Hohenrode zwei neue Brücken gebaut. Die ehemalige B 248 wurde danach zur Kreisstraße 32 herabgestuft. Die alte Franzosenbrücke und die benachbarte Brücke über den Mühlengraben werden weiter für den örtlichen Verkehr genutzt.